# Аміди кислот

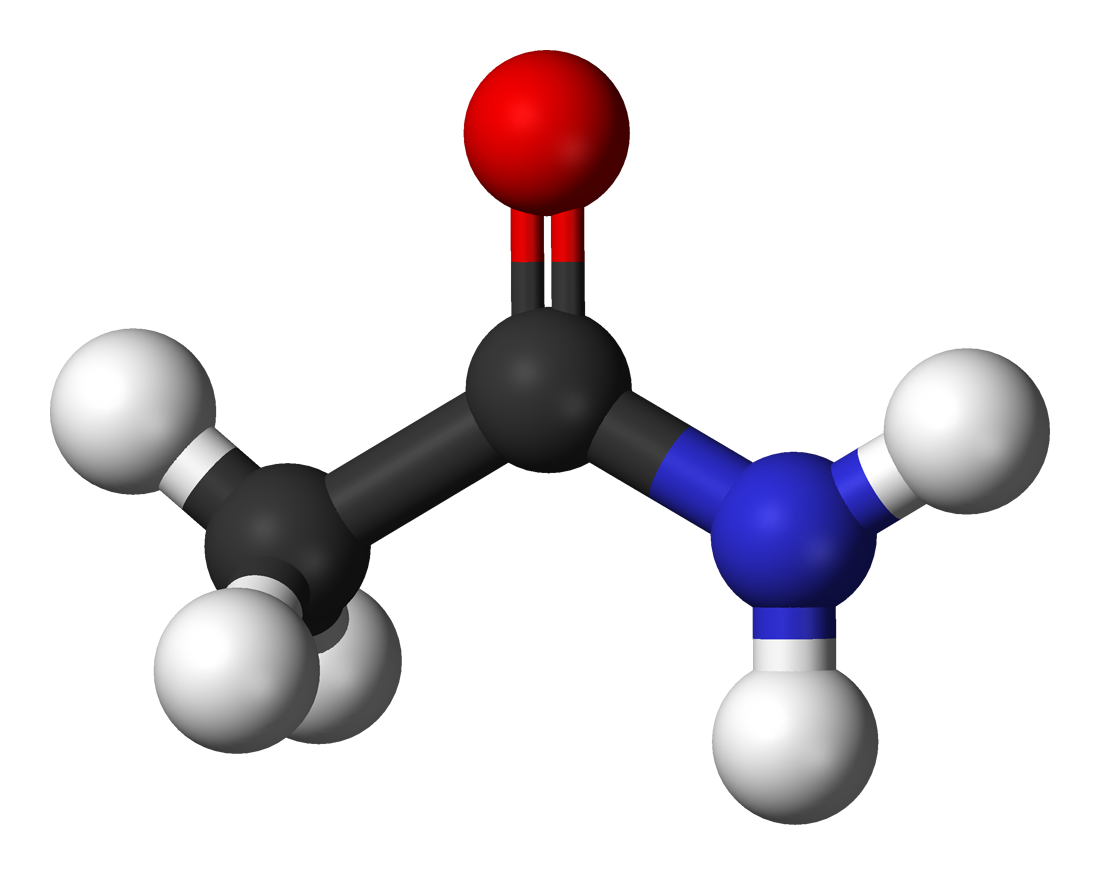
Приклад: ацетамід — амід оцтової кислоти. Структура 3D

Приклад: ацетамід — амід оцтової кислоти. Структура.

Амі́ди кисло́т — похідні кислот, в яких гідроксильна група ОН заміщена аміногрупою NH2. 
Найбільше значення мають аміди карбонових кислот з загальною формулою формулою RCONH2 та аміди сульфокислот — RSO2NH2. 
Одержують аміди кислот, діючи на кислоти, естери і хлороангідриди кислот аміаком або амінами. 
Аміди кислот використовуються у виробництві синтетичних волокон, лікарських препаратів тощо.